# Chrysoglyphe myiobora
Chrysoglyphe myiobora är en stekelart som beskrevs av Gordh 1976. Chrysoglyphe myiobora ingår i släktet Chrysoglyphe och familjen puppglanssteklar.
Artens utbredningsområde är Nicaragua. Inga underarter finns listade i Catalogue of Life.